# Philipp Jacob Weigel
Philipp Jacob Weigel (* 12. Januar 1752 in Windach; † 1826 in Kirchhofen) war ein deutscher Benediktinermönch, Kirchenmusiker und Komponist.
Er wirkte u. a. als Kirchenmusiker im Kloster St. Peter auf dem Schwarzwald.

## Leben
Weigel legte 1791 die Profess ab und trat in das Kloster St. Peter auf dem Schwarzwald ein. Dort war er seit 1806 Chorregent. 1815 wurde er Pfarrer in Bollschweil. Er wurde 1821 pensioniert und verstarb 1826 in Kirchhofen im Breisgau.

## Werk
Neben dem eigentlichen kompositorischen Schaffen, wie es für Klostermusiker jener Zeit üblich war, ist überliefert, dass Pater Philipp Stücke für Spieluhren schuf und auch die Walzen für die Spielmechanik selbst fertigte. 
Sein einziges im Druck erhaltenes Werk sind 46 Variationen zur steigenden Übung für Klavierschüler und zur Erleichterung des Unterrichts für die Lehrmeister. Ein Ausschnitt daraus ist (in der Bearbeitung für Orgel) auf der CD Festliche Musik aus Südwestdeutschen Benediktinerklöstern des Labels Ars Musici erschienen.
| Personendaten    | Personendaten                                             |
| ---------------- | --------------------------------------------------------- |
| NAME             | Weigel, Philipp Jacob                                     |
| KURZBESCHREIBUNG | deutscher Benediktinermönch, Kirchenmusiker und Komponist |
| GEBURTSDATUM     | 12. Januar 1752                                           |
| GEBURTSORT       | Windach                                                   |
| STERBEDATUM      | 1826                                                      |
| STERBEORT        | Kirchhofen                                                |